# Геллер, Шандор
Ша́ндор Ге́ллер (венг. Gellér Sándor; 12 июля 1925, Вешсёш, Румыния — 13 марта 1996, Будапешт, Венгрия) — венгерский футболист, голкипер.

## Карьера
Шандор Геллер начал выступления в клубе «Пюшпёкладаньи» в 1945 году, а затем в 1947 году перешёл в клуб МТК, в котором выступал до конца своей карьеры в 1962 году. За МТК Геллер провёл 260 матчей и выиграл с командой 3 чемпионата Венгрии и кубок Венгрии.
С 1950 по 1956 год Геллер выступал за сборную Венгрии, проведя в её составе 8 матчей, но он был лишь дублёром Дьюлы Грошича, основного голкипера команды.
В декабре 1953 года награждён орденом Труда «за достижения в области футбола и ряд одержанных побед» и за победу над сборной Англии в выездной товарищеской игре.
| № | Дата             | Место проведения     | Соперник     | Счёт | Голы | Турнир                   |
| 1 | 24 сентября 1950 | Будапешт, Венгрия    | Албания      | 12:0 | -    | Товарищеский матч        |
| 2 | 18 ноября 1951   | Будапешт, Венгрия    | Финляндия    | 8:0  | -    | Товарищеский матч        |
| 3 | 22 июня 1952     | Хельсинки, Финляндия | Финляндия    | 6:1  | 1    | Товарищеский матч        |
| 4 | 25 ноября 1953   | Лондон, Англия       | Англия       | 6:3  | -    | Товарищеский матч        |
| 5 | 23 мая 1954      | Будапешт, Венгрия    | Англия       | 7:1  | -    | Товарищеский матч        |
| 6 | 29 апреля 1956   | Будапешт, Венгрия    | Югославия    | 2:2  | 2    | Кубок Центральной Европы |
| 7 | 20 мая 1956      | Будапешт, Венгрия    | Чехословакия | 2:4  | 4    | Кубок Центральной Европы |
| 8 | 3 июня 1956      | Брюссель, Бельгия    | Бельгия      | 4:5  | 4    | Товарищеский матч        |

Итого: 8 матчей / 11 пропущенных голов; 5 побед, 1 ничья, 2 поражения.

## Достижения
- Чемпион Венгрии: 1951, 1953, 1958
- Обладатель кубка Венгрии: 1952
- Золотой медалист Олимпиады: 1952
- Чемпион Центральной Европы: 1953